# Rhomboda
Rhomboda é um género botânico pertencente à família das orquídeas (Orchidaceae).

## Espécies
1. Rhomboda abbreviata (Lindl.) Ormerod, Orchadian 11: 329 (1995).
2. Rhomboda alticola (Schltr.) Ormerod, Orchadian 11: 334 (1995).
3. Rhomboda angustifolia (Carr) Ormerod, Orchadian 11: 332 (1995).
4. Rhomboda arunachalensis A.N.Rao, J. Econ. Taxon. Bot. 22: 426 (1998).
5. Rhomboda atrorubens (Schltr.) Ormerod, Orchadian 11: 334 (1995).
6. Rhomboda bantaengensis (J.J.Sm.) Ormerod, Orchadian 11: 333 (1995).
7. Rhomboda blackii (Ames) Ormerod, Austral. Orchid Rev. 63(4): 11 (1998).
8. Rhomboda cristata (Blume) Ormerod, Orchadian 11: 333 (1995).
9. Rhomboda dennisii Ormerod, Orchadian 11: 336 (1995).
10. Rhomboda elbertii Ormerod, Lindleyana 17: 226 (2002).
11. Rhomboda fanjingensis Ormerod, Orchadian 11: 327 (1995).
12. Rhomboda kerintjiensis (J.J.Sm.) Ormerod, Oasis Suppl. 3: 18 (2004).
13. Rhomboda lanceolata (Lindl.) Ormerod, Orchadian 11: 329 (1995).
14. Rhomboda longifolia Lindl., J. Proc. Linn. Soc., Bot. 1: 181 (1857).
15. Rhomboda minahassae (Schltr.) Ormerod, Orchadian 11: 333 (1995).
16. Rhomboda moulmeinensis (C.S.P.Parish & Rchb.f.) Ormerod, Orchadian 11: 325 (1995).
17. Rhomboda pauciflora (Ridl.) Ormerod, Austral. Orchid Rev. 63: 11 (1998).
18. Rhomboda polygonoides (F.Muell.) Ormerod, Orchadian 11: 333 (1995).
19. Rhomboda velutina (J.J.Sm.) Ormerod, Orchadian 11: 333 (1995).
20. Rhomboda wardii Ormerod, Orchadian 11: 327 (1995).
21. Rhomboda yakusimensis (Masam.) Ormerod, Orchadian 11: 331 (1995).